# 普罗泰戈拉
普羅泰戈拉（希臘語：Πρωταγόρας；英語：Protagoras，/prəʊˈtæɡəˌræs/，約前490年—前420年），是一位出身古希臘阿布德拉的智辯家。他主要致力於發展辯論技巧，同時提出哲學問題。他提出的哲學問題被柏拉圖、亞里斯多德等哲學家詳細討論。他的著名論點「人是萬物的尺度」（英語："man is the measure of all things"），被解釋為支持相對主義的早期案例。
他長期活動於雅典，並對許多道德和政治議題之思想討論產生影響。 儘管採取傳統的道德觀念，但他表達了對諸神信仰的不可知論態度；根據傳統，他被指控不虔誠，他的著作被公開焚燒，他被驅逐出雅典。
透過聲稱與過去偉大的詩人和思想家有直接聯繫，同時也透過借鑒和改造他們的基本論述，普羅泰戈拉將自己呈現為派地亞的繼承人，也是能夠符合當時城邦政治社會中新需要的教育家。
有關他生平的記載很少，他成為許多（往往是不可靠的）軼事的描述對象。

## 生平
普罗泰戈拉出生在色雷斯阿布德拉城。柏拉图的《普罗泰戈拉篇》提到他的年龄足够作苏格拉底，普罗迪克斯，希庇亚等人的父亲，这表明他出生不晚于公元前490年。在《美诺篇》中提到他做了40年的智者，并死于70岁，推测发生在公元前420年。他在雅典与伯里克利成为挚友。普鲁塔克（希腊历史学家）讲述了两人花一天时间讨论有趣的法律责任“在田径比赛中，有人被标枪意外击中死亡，他的死亡归咎于标枪呢，投标枪的人，还是举办运动会的当局为此负责呢？”

## 哲学
普罗泰戈拉作为智者师傅致力于道德和政治的联系。他反对苏格拉底的先天道德论，主张"德行可教"。不同于其他提供明确的实践性的诡辩术与修辞学师傅，普罗泰戈拉尝试构想出普遍宽广的人类现象（如语言学与教育）；他还对正音学感兴趣。
他的名言：“人是万物的尺度：是存在者存在的尺度，也是不存在者不存在的尺度。”如许多前苏格拉底哲人流传至今的残篇一样，此句无上下文，它的确切意思则任人诠释。柏拉图将普罗泰戈拉归类于相对主义哲学家。
普罗泰戈拉是不可知论的支持者。在他的残篇《论神》中写到：至于神，我没有把握说他们存在或者他们不存在，也不敢说他们是什么样子；因为有许多事物妨碍了我们确切的知识，例如问题的晦涩与人生的短促。
月球上有陨石坑以普罗泰戈拉命名。

## 著作被焚
据第欧根尼说，普罗泰戈拉的不可知言论招来怒火，导致雅典人驱逐他离境，并在市场焚毁他著作的抄本；西塞罗也证实了此事。然而古典主义者约翰伯内特表示质疑，因为第欧根尼和西塞罗写作于数百年后，而与普罗泰戈拉同时代人却没有提及这位哲学家被迫害的事。

## 軼事
传说他曾收過一个青年歐提勒士（Euathlus）當學生並教他如何辯論，之後他和歐提勒士約定歐提勒士如果在第一次诉讼時获胜才要交学费，反之如果輸的話即不用繳交。结果，歐提勒士一直未提出任何訴訟，所以他的第一个诉讼就是由老師普罗泰戈拉控告他，要求他交学费，普氏的盤算是如果他自己獲勝，就贏得要歐提勒士繳學費的名義，但如果他自己輸了，也因為學生贏得了自己了第一次的訴訟，依約定也要繳學費。但歐提勒士反而辯稱如果自己輸了訴訟的話，依照雙方的約約定就不需要繳學費，但如果他自己贏的話，也因為贏了不用繳學費的名義而不用繳學費。